# 基地
基地（きち、ベース、英: base, camp, facility, installation, etc.）は、一般に広域的な活動における地域の拠点となる施設の呼称。その目的に合わせてさまざまな資材・装備や建築物・構造物を持つ。軍隊や探検の遠征などにおいて基地を設置することがあり、登山におけるベースキャンプや、南極基地などがこれに当たる。また物資の輸送などの拠点として中継基地、石油などの備蓄基地などがある。

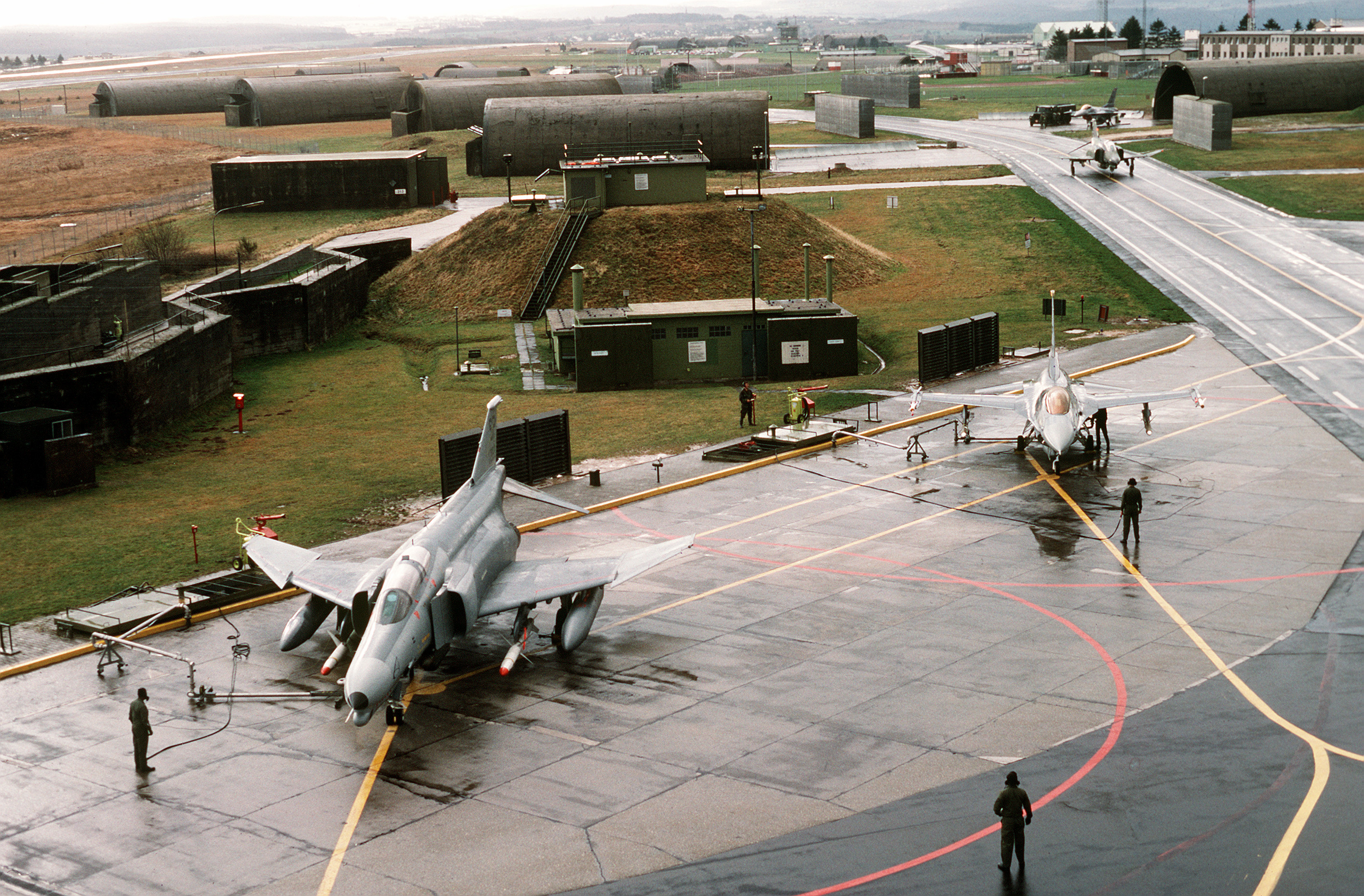
1990年、アメリカ空軍シュパングダーレム空軍基地の一部

## 基地の種類
- 軍事基地…空軍基地などの固定で大規模なものから、移動可能な小規模な前線基地などを含む軍隊の基地などもあるが、軍種により呼称の違いがある（陸軍は衛戍地）。
  - 航空自衛隊の基地（Air base）：飛行場を伴う大規模な用地を保有している（千歳基地など）。レーダーサイトや地対空ミサイル基地などの分屯基地（Sub air base）。
  - 海上自衛隊の航空基地（Air station）：海上自衛隊の港湾施設等は基地の名称は使わず、（甲）航空基地隊が運営する航空機の基地を「航空基地」と称する（岩国航空基地など）。（乙）航空基地隊には硫黄島航空基地隊などがある。米海軍の軍港などの拠点表記は地名などを付けて“Naval station”などがある。
  - 大日本帝国陸軍では衛戍地（Garrison）と称した恒久的な軍事拠点。日本では陸上自衛隊の駐屯地や分屯地（Camp）なども「基地」と表現される場合あり、他の軍種との違いを混同して使われる。

- 探検・登山のベースキャンプなど
- 気象観測基地…観測の基地
  - 南極観測の基地：昭和基地など。
- 防災基地…防災の基地。立川広域防災基地など。
  - 海上保安庁の航空基地…自衛隊の基地内や飛行場などに設置される場合は格納庫などの施設。旧伊勢航空基地など。
- 車両基地…鉄道において鉄道車両（電車など）の修繕・整備・留置をする拠点。旅客車基地・機関車基地・貨車基地がある。
  - 路線バスの車両を置く車庫など。
- 通信基地…主に大規模な送信・受信施設などが設けられた無線・電波施設。携帯基地局などという場合は、中継設備なども含む小規模な電気通信設備。
- 放送基地